# Papiro 65
El Papiro 65 (en al numeración Gregory-Aland), designado por la sigla {\displaystyle {\mathfrak {P}}}65, es una copia del Nuevo Testamento en griego. Es un manuscrito en papiro de la Primera Carta a los Tesalonicenses. Los fragmentos de texto que sobreviven de la carta son los versículos 1:3-2:1 y 2:6-13. El manuscrito ha sido asignado paleográficamente al siglo III. El texto ha sido publicado dos veces.

## Descripción
Los fragmentos que se conservan del códice de la Carta a los Tesalonicenses son los textos 1,3-2,1.6-13. El texto está escrito en 29 líneas por página, aproximadamente con 42 caracteres por línea. El manuscrito fue escrito por un escriba profesional.
El {\displaystyle {\mathfrak {P}}}65 y el {\displaystyle {\mathfrak {P}}}49 (que contiene fragmentos de Efesios) vinieron del mismo escriba, el tamaño y número de líneas de texto en la página son idénticas y, por ello, se afirmó que podrían venir del mismo manuscrito. Únicamente el número de letras en cada línea de texto es levemente diferente. Originalmente el códice podría haber sido un conjunto de las Cartas paulinas.
Los nombres sagrados están escritos con abreviaturas.
Según Aland este es uno de los tres primeros manuscritos de la primera Carta a los Tesalonicenses.

## Texto
El texto griego de este códice es una representación del tipo textual alejandrino. Kurt Aland lo describió como un "texto estricto" y lo ubicó en la Categoría I, pero el texto es demasiado corto para asegurarlo. Hatch y Welles lo describieron como texto alejandrino.

## Historia
El manuscrito probablemente vino de Oxirrinco. El texto del manuscrito fue publicado en 1957 por Vittorio Bartolettiego (1920-1990), y seguido por Comfort. Kurt Aland lo ubicó en la lista de los manuscritos del Nuevo Testamento, en el grupo de los papiros, dándole el número 65.
Philip Comfort lo remonta para mediados del siglo III. El manuscrito está fechado por el INTF al siglo III.

## Lectura adional
- Vittorio Bartoletti, Papiri greci e latini della Società Italiana, vol. XIV, (1957), pp. 5-7.
- Naldini, Documenti, no. 17.
- Comfort, Philip W.; David P. Barrett (2001). The Text of the Earliest New Testament Greek Manuscripts. Wheaton, Illinois: Tyndale House Publishers. p. 355–361. ISBN 978-0-8423-5265-9.

## Imágenes
- Papiro 65

| Predecesor: Papiro 64 (Magdalena) Papiro 63 | Papiro 65 | Sucesor: Papiro 66 |

- Datos: Q972867
- Multimedia: Papyrus 65 / Q972867